# Formatie van Hodimont
De Formatie van Hodimont is een geologische formatie in de ondergrond van het oosten van de Belgische Ardennen. De formatie komt uit het Devoon en is genoemd naar Hodimont in de provincie Luik (bij Verviers).

## Beschrijving
De Formatie van Hodimont bestaat uit grijsgroene micahoudende siltsteen, in bedden van enkele decimeters dik. Deze bedden worden afgewisseld met schalie en kalksteenknollen met fossielen van brachiopoden, goniatieten en inktvissen. Er komen ook lateraal goed vervolgbare lagen hematiethoudende oölietlagen voor.
De Formatie van Hodimont is onderdeel van het Onder- tot Midden-Famenniaan. Daarmee is de formatie ongeveer 370 miljoen jaar oud.

## Stratigrafie en verspreiding
De Formatie van Hodimont is maximaal 110 meter dik. Ze komt alleen voor in het Massief van de Vesder en het Venster van Theux, langs de noordelijke flank van het Massief van Stavelot. Ten westen van dit gebied, in het Synclinorium van Namen, gaat de formatie over in de lateraal correleerbare Groep van de Famenne.
De Formatie van Hodimont ligt bovenop de Formatie van Lambermont en onder de Formatie van Esneux.